# Stora nackhålet

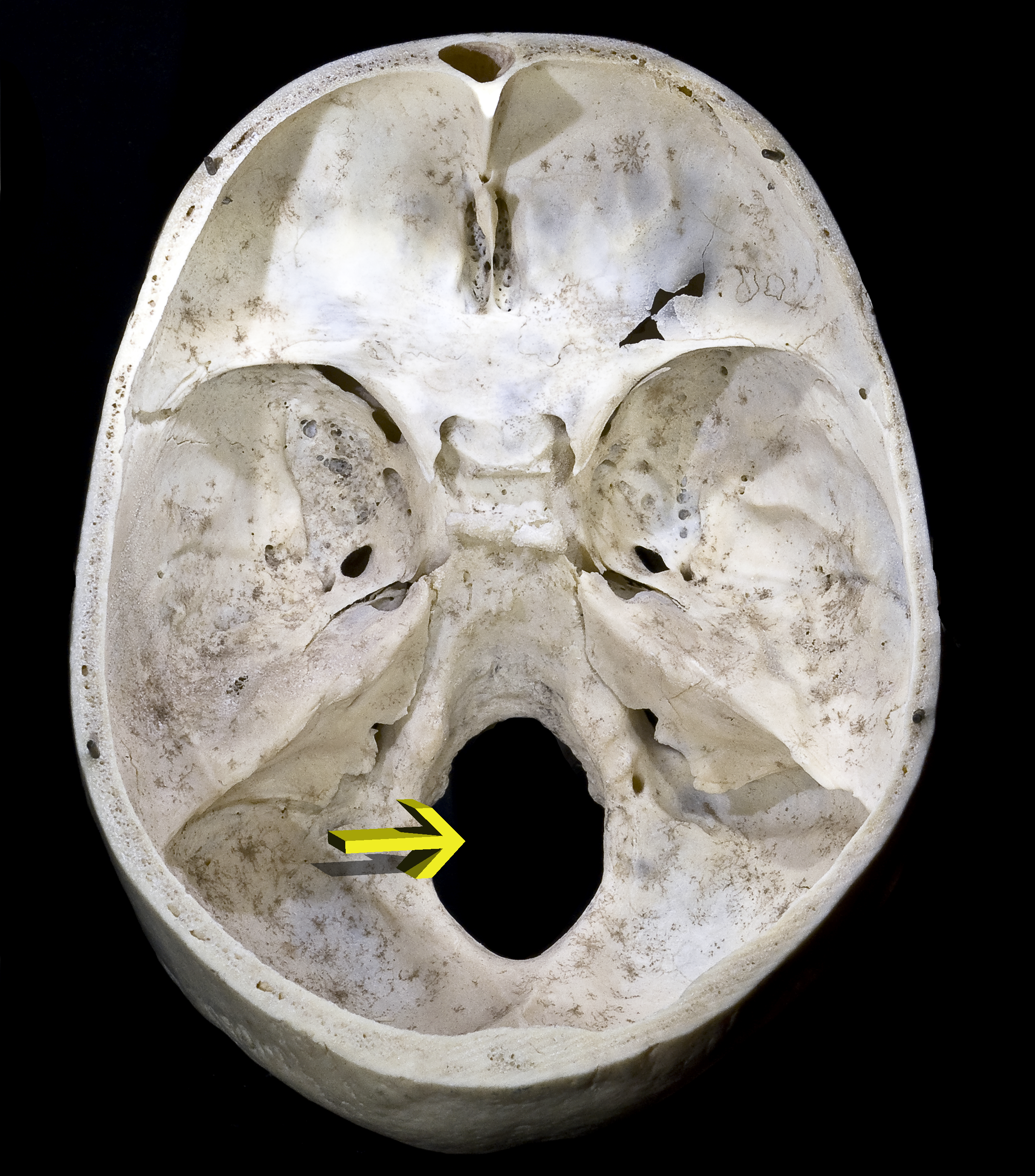
Stora nackhålet.

Stora nackhålet (latin: foramen occipitale magnum, ofta bara: foramen magnum) är det hål i nackbenet genom vilket förlängda märgen  sträcker sig från kraniet ned i ryggmärgen i ryggraden. Nackhålet har en diameter på omkring 3 centimeter.

## Beskrivning
Förutom förlängda märgen och dess bindvävshinnor förmedlar stora nackhålet även nervus accessorius (den elfte av de tolv kranialnerverna (nervus cranialis)), kotartären (arteria vertebralis), främre och bakre ryggmärgsartärerna (arteriae spinalis anterior et posterior), membrana tectoria, ligamenta alaria.
Hos människan är nackhålet placerat längre under skallen jämfört med till exempel de stora aporna, vilket gör att människan inte behöver lika kraftiga nackmuskler för att hålla huvudet upprätt. Nackhålets placering har stor betydelse då forskare försöker avgöra hur väl anpassade till bipedalism (tvåbenthet) tidiga former av homonider var.
På nackhålets laterala sidor finns två elliptiska ledhuvuden (condylus occipitalis) som ledar mot fovea articulares på ringkotan (atlas).

### Webbkällor
- ”Stora nackhålet”. Sahlgrenska akademin. http://nervsystemet.se/nsd/structure_285. Läst 1 juni 2019.